# Richard Georg
Richard Georg (* 16. Oktober 1862 als Georg Joseph in Glogau, Provinz Schlesien; † 20. November 1921 in Berlin) war ein deutscher Theater- und Filmschauspieler.

## Leben
Der geborene Georg Joseph war Sohn der jüdischen Eheleute Julius Joseph und Johanna Hirschfeld. Sein Vater war Fleischermeister. Nachdem er zunächst als Kaufmann gearbeitet hatte, betrat Georg Joseph als Richard Georg am 20. Mai 1885 am Sommertheater in Liegnitz unter der Regie von Oskar Will zum ersten Mal die Bühne. Es folgten Engagements in Görlitz und Putbus sowie Potsdam. Eine weitere Station war Elberfeld, bevor er in Berlin am Residenztheater, am Wallnertheater und am Centraltheater spielte. 
1892 ging er mit Emil Thomas auf Tournee in die Vereinigten Staaten, die ihn nach New York City, Chicago, Milwaukee, Indianapolis und Cleveland führte. Zurückgekehrt spielte er in Berlin am Schillertheater, am Neuen Theater und erneut am Residenztheater. Sein Rollenfach war zunächst das des Bonvivants und des jugendlichen Komikers, danach verlegte er sich auf das charakterkomische Fach. Dieses Rollenfach spielte er dann auch in seinen Filmen, beispielsweise Papa Schlaumeyer oder Das Kriegssofa.
Richard Georg war von 1885 bis zur Scheidung 1895 mit der Schauspielerin Klara Stein und von 1899 bis zu seinem Tod mit Lilly Flohr verheiratet. Er starb 1921 im Städtischen Krankenhaus Wilmersdorf in Berlin.
Seine Tochter war die Schauspielerin und Sängerin Rita Georg (1900–1973), der Sohn Heinz (1902–1945) arbeitete als Schauspieler und Maler.

## Filmografie
- 1913: Mein Leopold
- 1914: Das Kriegssofa
- 1915: Papa Schlaumeyer
- 1915: Das Spürnäschen
- 1915: Fräulein Hochgemuth
- 1916: Die Wäscher-Resl
- 1919: Manon. Das hohe Lied der Liebe
- 1919: Sie können bei mir schlafen
- 1919: Alfreds Techtelmechtel
- 1919: Wenn Männer streiken
- 1919: Der Glücksschmied
- 1919: Der Bastard
- 1919: Die Angelfreunde
- 1920: Das Gasthaus von Chicago
- 1920: Das Gefängnis auf dem Meeresgrunde
- 1920: Das fliegende Auto
- 1920: Die Tänzerin von Tanagra
- 1920: Ihr tollster Trick
- 1920: S. M. der Reisende
- 1920: Der Mann in der Falle
- 1920: Der Silhouettenschneider
- 1920: Taschendiebe
- 1921: Die Ehe der Hedda Olsen oder: Die brennende Akrobatin
- 1921: Der lebende Propeller
- 1921: Aus den Memoiren einer Filmschauspielerin
- 1921: Landstraße und Großstadt
- 1921: Betrüger des Volkes
- 1921: Filmbanditen
- 1921: Aus den Tiefen der Großstadt
- 1921: Monte Carlo
- 1921: Der Perlenmacher von Madrid
- 1923: Die Bestien des alten Rom